# Lijst van machthebbers in 520 v.Chr.
In 520 v.Chr.  waren onderstaande personen in machtsposities.

## Afrika
| Land     | Positie           | Dynastie     | Machthebber       | Tijdvak          |
| -------- | ----------------- | ------------ | ----------------- | ---------------- |
| Carthago | Koning            | Magoniden    | Hasdrubal I       | 530 - 510 v.Chr. |
| Cyrene   | Koning            | Battiaden    | Arcesilaus III    | 530 - 515 v.Chr. |
| Egypte   | Koning van Egypte | 27e dynastie | Darius I (Perzië) | 522 - 485 v.Chr. |
| Koesj    | Koning            | Meroe        | Amaninatakilebte  | 538 - 519 v.Chr. |

## Azië
| Land                 | Positie           | Dynastie      | Machthebber  | Tijdvak          |
| -------------------- | ----------------- | ------------- | ------------ | ---------------- |
| China                | Keizer van China  | Zhou-dynastie | Zhou Daowang | 520 v.Chr.       |
| India (Magadha Rijk) | Koning            | Shishunaga    | Bimbisara    | 544 - 491 v.Chr. |
| Japan                | Keizer van Japan  |               | Annei        | 549 - 510 v.Chr. |
| Perzische Rijk       | Koning van Perzië | Achaemeniden  | Darius I     | 522 - 485 v.Chr. |

## Europa
| Land      | Positie                 | Dynastie     | Machthebber         | Tijdvak          |
| --------- | ----------------------- | ------------ | ------------------- | ---------------- |
| Athene    | Tiran                   |              | Hippias             | 527 - 510 v.Chr. |
| Athene    | Tiran                   | Hipparchus   | 527 - 514 v.Chr.    |                  |
| Ierland   | Hoge koning van Ierland | Leinster     | Meilge Molbthach    | 523 - 506 v.Chr. |
| Macedonië | Koning                  | Argeaden     | Amyntas I           | 547 - 498 v.Chr. |
| Rome      | Koning van Rome         |              | Tarquinius Superbus | 534 - 509 v.Chr. |
| Sparta    | Koning van Sparta       | Agiaden      | Anaxandridas II     | 560 - 520 v.Chr. |
| Sparta    | Koning van Sparta       | Eurypontiden | Ariston             | 550 - 515 v.Chr. |